# Прилошке одредбе
Прилошке одредбе су прилози који пружају додатне информације о месту, времену, начину, узроку, итд. реализације ситуације означене реченицом или неличним глаголским јединицама.

## Функција, значење и облик
Прилошке одредбе нам дају додатну информацију о некој ситуацији која може бити изражена предикатом (глаголом), субјектом и допунама. 
На пример, једноставна информација:
- Милица вози бицикл.

Може се проширити различитим информацијама:
- Милица вешто вози бицикл у парку.

Овакве додатне одредбе су јединице са прилошким значењем: месним, временским, начинским, узрочним и сл. Да би се окарактерисао допринос прилошке одредбе значењу реченице или глаголске синтагме, није довољно само утврдити да се ради о прилошкој одредби, већ је потребно навести и њено  значење:
- одредбе за место;
- одредбе за време;
- одредбе за начин;
- одредбе за узрок, итд.

Тип и облик конституентских јединица: То су прилошке јединице (прилози и прилошке синтагме) или именичке јединице у таквом конституантском облику (зависни падеж, предлошко-падежна конструкција) који им даје прилошко значење (месно, временско, начинско, узрочно итд.)

## Опште и посебне прилошке одредбе
По својој повезаности са глаголом, прилошке одредбе могу се поделити на два типа:
- опште и
- посебне.

Опште одредбе не зависе од типа глаголског значења, него од чињенице да одређује ситуацију односно њену реализацију, јер се подразумева да је та реализација локализована, да се врши у одређено време, на одређен начин, да је нечим проузрокована и слично. Зато, ако реченица почне са:
- Овде;
- Јуче;
- Често;
- Због лошег времена, и сл.

не може се предвидети тип глаголског значења.
Посебне одредбе су условљене значењем глагола и по томе су сродне са допунама. На пример, уз глаголе кретања јављају се посебне одредбе којима се пружа информација у вези са кретањем, као што је одредба за правац.
На пример:
Милица иде кући.
Поред опште одредбе за узрок (због + генитив), која одговара на питање: Зашто? Постоји и посебна одредба за исказивање проузроковача стања, у облику: од + генитив, која одговора на питање: Од чега? И стоји уз глаголе који значе стање.
На пример:
- Никола се уморио од трчања.

## Подела прилошких одредби
Прилошке одредбе се деле на:
- прилошка одредба за време,
- прилошка одредба за место,
- прилошка одредба за начин,
- прилошка одредба за количину,
- прилошка одредба за узрок,
- прилошка одредба за циљ,
- прилошка одредба за друштво.

Прилошка одредба за време одређује време вршења глаголске радње и добија се на питање КАДА?
Прилози и именице са предлозима који се користе у реченицама за грађење прилошке одредбе за време: 
- јуче,
- данас,
- сутра,
- никад,
- ноћу,
- увече и др.

Прилошка одредба за место одређује место вршења глаголске радње и добија се на питања: ГДЕ? КУДА? ОДАКЛЕ? ДОКЛЕ?
Прилози и именице са предлозима који се користе у реченицама за грађење прилошке одредбе за место: 
- тамо,
- овде,
- доле,
- близу,
- далеко,
- напред и др.

Прилошка одредба за начин одређује начин вршења глаголске радње и добија се на питање КАКО? 
Прилози и именице са предлозима који се користе у реченицама за грађење прилошке одредбе за начин: 
- брзо,
- добро,
- слабо,
- заједно,
- весело,
- тихо и др.

Прилошка одредба за количину или меру одређује количину, меру онога што значи глаголска радња и добија се на питање КОЛИКО?
Прилози и менице са предлозима који се користе у реченицама за грађење прилошке одредбе за количину и меру: 
- много,
- мало,
- превише,
- доста,
- нимало,
- седам сати и др.

Прилошке одредбе за узрок и циљ одређују узрок, односно циљ вршења глаголске радње и добијају се се на питања 
ЗАШТО? ЗБОГ ЧЕГА? РАДИ ЧЕГА?
Прилози и менице са предлозима који се користе у реченицама за грађење прилошке одредбе за узрок и циљ: 
- зато,
- због сестре,
- због болести,
- од страха,
- од узбуђења,
- ради успеха и др.

Прилошка одредба за друштво одређује друштво с којим се врши глаголска радње и добија се на питање С КИМ? 
Прилози и именице са предлозима који се користе у реченицама за грађење прилошке одредбе за друштво: 
- са сестром
- са друговима и сл.